# Joaquim García-Parreño i Lozano
Joaquim García-Parreño i Lozano (Barcelona, 1821 - Barcelona, 26 de març de 1880) va ser un autor, director i actor de teatre, arrelat a l'escena catalana.
Fill de Josep Garcia Parreño natural de Barcelona i Indalécia Lozano natural de Càdiz. El seu fill Frederic García-Parreño i Alegria també va ser actor.

## Trajectòria professional
actor
- 1858, 28 de maig. De femater a lacai, original de Rafael Maria Liern. Estrenada al teatre Principal de València.
- 1868, 29 de desembre. Paraula és paraula, original d'Eduard Vidal i de Valenciano. Estrenat al teatre del Gran Liceu de Barcelona (en el paper de Pere.)
- 1871, 14 de novembre. El rector de Vallfogona, original de Frederic Soler. Estrenada al teatre Romea de Barcelona (en el paper d'El Rector.).
- 1872, 28 d'octubre. La dida, original de Frederic Soler. Estrenada al teatre Romea de Barcelona (en el paper de Josep.).
- 1874, 16 d'abril. El ferrer de tall, original de Frederic Soler. Estrenat al teatre Romea de Barcelona (en el paper de Mestre Jordi.).
- 1876, 19 d'octubre. Els segadors, original de Frederic Soler. Estrenat al teatre Romea de Barcelona (en el paper de Roc Guinart.).
- 1878 8 de gener. El contramestre, original de Frederic Soler. Estrenat al teatre Romea de Barcelona (en el paper de Sisó.).

autor dramàtic-adaptador
- 1871. La fuerza de la conciencia, drama (en castellà) en 4 actes i en prosa. Estrenat al Gran Teatre del Liceu i al teatre Romea (20 de novembre).
- 1872. El dinero i la nobleza, comèdia (en castellà) en 4 actes i en prosa. Estrenada al teatre del Gran Liceu (11 de novembre) i al teatre Romea (25 de novembre).
- 1873. La pompa de jabón, comèdia (en castellà) en 3 actes i en prosa. Estrenat al Gran teatre del Liceu (28 de novembre) i al teatre Romea (13 de desembre).
- 1874. El halconero, drama (en castellà) en un pròleg i 3 actes. Estrenat al teatre Romea de Barcelona (30 de novembre).